# فريدي هاينكن
فريدي هاينكن (بالهولندية: Freddy Heineken)‏‏ (4 نوفمبر 1923 في أمستردام - 3 يناير 2002 في نوردفايك) تاجر أسهم، وشخصية أعمال، ورائد أعمال، ومجلس إدارة من مملكة هولندا.

## روابط خارجية
- فريدي هاينكن على موقع مونزينجر (الألمانية)